# Музей народного образования в Баку
Национальный музей образования Азербайджанской Республики — музей в Баку на ул. Ниязи, 11.

## История
Музей образования был основан в 1932 году.
Музей находился в частном доме миллионера Гаджи Зейналабдина Тагиева.

## Экспозиция музея
в Фонде музея имеется 31741 экспонат. Около 2000 экспонатов выставлено в экспозиции музея.
Экспозиция музея размещена в 6 залах.
Первый зал
- Образование от древних времён до II половины XIX века.

Второй зал
- Образование от II половины XIX до начала XX века

Третий зал
- Образование с 1918 по 1940 годы. Особый отдел здесь выделен образованию периода Азербайджанской Народной Республики.

Четвёртый зал
- Подготовка и повышение квалификации кадров с высшим и средним специальным образованием.

Пятый зал
- Документы и материалы, относящиеся к истории 1941—1980 годов, в особенности к истории развития профессионально-технического образования, а также к детским домам, школам-интернатам и созданию вечерних школ рабочей молодёжи.

Большой шестой зал
- Шестой зал состоит из трёх отделов.

Посвящён развитию образования в годы независимости. Первый отдел зала под названием «Гейдар Алиев и образование» посвящён деятельности Гейдара Алиева, а также отражена деятельность Фонда Гейдара Алиева в проектах «Обновляемому Азербайджану — новая школа» и «Поддержка образованию».
Документы и материалы, макеты, новые учебники, статистические данные и другие экспонаты, во втором зале отражают деятельность системы образования нашей страны в годы независимости. Особое место здесь выделено документам, относящимся к деятельности и международным связям Министерства образования. Документы и материалы в третьем отделе посвящены внешкольным организациям, патриотическому, духовному и эстетическому воспитанию детей, подростков и молодёжи.